# Večernij labirint
Večernij labirint (Вечерний лабиринт) è un film del 1980 diretto da Boris Bušmelёv.

## Trama
Il film racconta di un team creativo che decide di aprire un'attrazione in una delle città della regione e vi invia alcuni dipendenti per scoprire come farlo al meglio. Arrivati lì, si sistemano in un hotel e affrontano molti problemi.